# 1996年アトランタオリンピックのボクシング競技

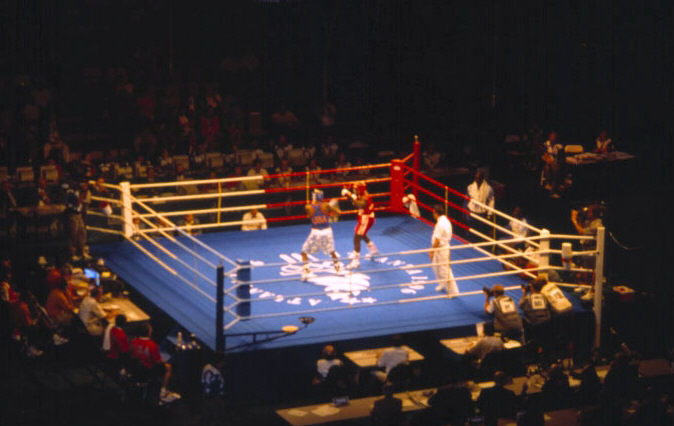
アトランタオリンピックのリング。青コーナーは米国代表のアントニオ・ターバー（ライトヘビー級）

1996年アトランタオリンピックのボクシング競技（1996ねんアトランタオリンピックのボクシングきょうぎ）は、1996年7月20日から8月4日までの競技日程で実施された。種目は男子のみ12階級で行われた。

## 競技結果
| 階級                           | 金                                      | 銀                                        | 銅                                                    |
| ------------------------------ | --------------------------------------- | ----------------------------------------- | ----------------------------------------------------- |
| ライトフライ級 (– 48 kg)       | ダニエル・ペトロフ ブルガリア (BUL)     | マンスエト・ベラスコ フィリピン (PHI)     | オレグ・キユキン ウクライナ (UKR)                     |
| ライトフライ級 (– 48 kg)       | ダニエル・ペトロフ ブルガリア (BUL)     | マンスエト・ベラスコ フィリピン (PHI)     | ラファエル・ロサノ スペイン (ESP)                     |
| フライ級 (– 51 kg)             | マイクロ・ロメロ キューバ (CUB)         | ボラト・ジュマディロフ カザフスタン (KAZ) | ゾルタン・ルンカ ドイツ (GER)                         |
| フライ級 (– 51 kg)             | マイクロ・ロメロ キューバ (CUB)         | ボラト・ジュマディロフ カザフスタン (KAZ) | アルバート・パキーエフ ロシア (RUS)                   |
| バンタム級 (– 54 kg)           | イシュトバン・コバチ ハンガリー (HUN)   | アルナルド・メサ キューバ (CUB)           | ビチャイラチャノン・カドポ タイ (THA)                 |
| バンタム級 (– 54 kg)           | イシュトバン・コバチ ハンガリー (HUN)   | アルナルド・メサ キューバ (CUB)           | ライムクル・マラフベコフ ロシア (RUS)                 |
| フェザー級 (– 57 kg)           | ソムラック・カムシン タイ (THA)         | セラフィム・トドロフ ブルガリア (BUL)     | フリオ・パブロ・チャコーン アルゼンチン (ARG)         |
| フェザー級 (– 57 kg)           | ソムラック・カムシン タイ (THA)         | セラフィム・トドロフ ブルガリア (BUL)     | フロイド・メイウェザー・ジュニア アメリカ合衆国 (USA) |
| ライト級 (– 60 kg)             | ホシネ・ソルタニ アルジェリア (ALG)     | トンチョ・トンチェフ ブルガリア (BUL)     | テレンス・コーゼン アメリカ合衆国 (USA)               |
| ライト級 (– 60 kg)             | ホシネ・ソルタニ アルジェリア (ALG)     | トンチョ・トンチェフ ブルガリア (BUL)     | レナード・ドリン ルーマニア (ROU)                     |
| ライトウェルター級 (– 63.5 kg) | エクトール・ビネント キューバ (CUB)     | オクタイ・ウルカル ドイツ (GER)           | ファティ・ミサウィ チュニジア (TUN)                   |
| ライトウェルター級 (– 63.5 kg) | エクトール・ビネント キューバ (CUB)     | オクタイ・ウルカル ドイツ (GER)           | ボラト・ニヤジムベトフ カザフスタン (KAZ)             |
| ウェルター級 (– 67 kg)         | オレグ・サイトフ ロシア (RUS)           | ファン・エルナンデス キューバ (CUB)       | ダニエル・サントス プエルトリコ (PUR)                 |
| ウェルター級 (– 67 kg)         | オレグ・サイトフ ロシア (RUS)           | ファン・エルナンデス キューバ (CUB)       | マリアン・シミオン ルーマニア (ROU)                   |
| ライトミドル級 (– 71 kg)       | デービッド・リード アメリカ合衆国 (USA) | アルフレド・デュベルヘル キューバ (CUB)   | イェルマハン・イブライモフ カザフスタン (KAZ)         |
| ライトミドル級 (– 71 kg)       | デービッド・リード アメリカ合衆国 (USA) | アルフレド・デュベルヘル キューバ (CUB)   | カリム・ツラガノフ ウズベキスタン (UZB)               |
| ミドル級 (– 75 kg)             | アリエル・エルナンデス キューバ (CUB)   | マリク・ベイルログル トルコ (TUR)         | ロージー・ウェルズ アメリカ合衆国 (USA)               |
| ミドル級 (– 75 kg)             | アリエル・エルナンデス キューバ (CUB)   | マリク・ベイルログル トルコ (TUR)         | モハメド・バハリ アルジェリア (ALG)                   |
| ライトヘビー級 (– 81 kg)       | ワシリー・ジロフ カザフスタン (KAZ)     | 李承培 韓国 (KOR)                         | アントニオ・ターバー アメリカ合衆国 (USA)             |
| ライトヘビー級 (– 81 kg)       | ワシリー・ジロフ カザフスタン (KAZ)     | 李承培 韓国 (KOR)                         | トーマス・ウルリッヒ ドイツ (GER)                     |
| ヘビー級 (– 91 kg)             | フェリックス・サボン キューバ (CUB)     | デビッド・デフィアボン カナダ (CAN)       | ネイト・ジョーンズ アメリカ合衆国 (USA)               |
| ヘビー級 (– 91 kg)             | フェリックス・サボン キューバ (CUB)     | デビッド・デフィアボン カナダ (CAN)       | ルアン・クラスニキ ドイツ (GER)                       |
| スーパーヘビー級 (+ 91 kg)     | ウラジミール・クリチコ ウクライナ (UKR) | パエア・ウォルフグラム トンガ (TGA)       | ダンカン・ドキワリ ナイジェリア (NGR)                 |
| スーパーヘビー級 (+ 91 kg)     | ウラジミール・クリチコ ウクライナ (UKR) | パエア・ウォルフグラム トンガ (TGA)       | アレクセイ・レジン ロシア (RUS)                       |

## 各国メダル数
| 順 | 国・地域             | 金 | 銀 | 銅 | 計 |
| -- | -------------------- | -- | -- | -- | -- |
| 1  | キューバ (CUB)       | 4  | 3  | 0  | 7  |
| 2  | ブルガリア (BUL)     | 1  | 2  | 0  | 3  |
| 3  | カザフスタン (KAZ)   | 1  | 1  | 2  | 4  |
| 4  | アメリカ合衆国 (USA) | 1  | 0  | 5  | 6  |
| 5  | ロシア (RUS)         | 1  | 0  | 3  | 4  |
| 6  | アルジェリア (ALG)   | 1  | 0  | 1  | 2  |
| 6  | タイ (THA)           | 1  | 0  | 1  | 2  |
| 6  | ウクライナ (UKR)     | 1  | 0  | 1  | 2  |
| 9  | ハンガリー (HUN)     | 1  | 0  | 0  | 1  |
| 10 | ドイツ (GER)         | 0  | 1  | 3  | 4  |
| 11 | カナダ (CAN)         | 0  | 1  | 0  | 1  |
| 11 | フィリピン (PHI)     | 0  | 1  | 0  | 1  |
| 11 | 韓国 (KOR)           | 0  | 1  | 0  | 1  |
| 11 | トンガ (TGA)         | 0  | 1  | 0  | 1  |
| 11 | トルコ (TUR)         | 0  | 1  | 0  | 1  |
| 16 | ルーマニア (ROU)     | 0  | 0  | 2  | 2  |
| 17 | アルゼンチン (ARG)   | 0  | 0  | 1  | 1  |
| 17 | ナイジェリア (NGR)   | 0  | 0  | 1  | 1  |
| 17 | プエルトリコ (PUR)   | 0  | 0  | 1  | 1  |
| 17 | スペイン (ESP)       | 0  | 0  | 1  | 1  |
| 17 | チュニジア (TUN)     | 0  | 0  | 1  | 1  |
| 17 | ウズベキスタン (UZB) | 0  | 0  | 1  | 1  |
| 17 | ケニア (KEN)         | 0  | 0  | 1  | 1  |